# NGC 2871
NGC 2871 est une étoile située dans la constellation du Lion. 
L'astronome irlandais Lawrence Parsons a enregistré sa position le 7 mars 1874.
Note : la base de données astronomique Simbad, qui contient par ailleurs plusieurs erreurs d'identifications, indique que NGC 2871 est la galaxie PGC 25907.